# Stefano Raffei
Stefano Raffei est un philologue, poète et antiquaire italien, né à Orbetello le 21 septembre 1712, et mort à Rome en janvier 1788 .

## Biographie
Stefano Raffei naquit le 21 septembre 1712 à Orbetello, ville de Toscane, et entra le 7 septembre 1733 dans la Compagnie de Jésus à Rome. Il professa pendant vingt ans la rhétorique au Collège romain, et cultiva en même temps la poésie, la philologie et l’archéologie. Après la suppression de la Compagnie de Jésus, il continua de résider à Rome, où il mourut en janvier 1788, à l’âge de 75 ans. C’était un homme recommandable par ses vertus et ses talents. Il était membre de l’Académie d'Arcadie de Rome, et d’autres sociétés littéraires de l’Italie.

## Œuvres
- Giovanni Colonna, Flavio Clemente, il Trionfo dell’ Amicizia, tragédies, Rome, 1763 et 1764 ;
- Dissertazione sopra il Crise di Marco Pacuvio, Rome, 1770. Ce sont des observations philologiques sur les fragments qui nous restent de la tragédie de Chrysès, composée par l’ancien poète latin Pacuvius.
- Dissertazione sopra Apollo Pizio, Rome, 1771. Raffei a encore publié sur des antiques de la villa Albani des dissertations, dont la première porte la date de Rome, 1772, réunies en un volume in-folio, avec figures, et faisant suite au Monumenti inediti de Winckelmann.
- Des Poésies, comme sonnets, odes, épithalames, etc., imprimés séparément et à diverses époques. La prose du père Raffei était correcte et facile, et ses vers ont beaucoup d’harmonie et de concision.